# اما جونز (بازیکن فوتبال، زاده ۱۹۸۲)
اما جونز (انگلیسی: Emma Jones؛ زادهٔ ۲۱ اوت ۱۹۸۲) بازیکن فوتبال اهل بریتانیا است.
از باشگاه‌هایی که در آن بازی کرده‌است می‌توان به باشگاه فوتبال زنان لیورپول اشاره کرد.
وی همچنین در تیم ملی فوتبال زنان ولز بازی کرده‌است.